# Air Austral
Air Austral ist eine französische Fluggesellschaft mit Sitz in Saint-Denis auf Réunion und Basis auf dem Flughafen Réunion.

## Geschichte
Im Jahr 1974 wurde der Réunion Air Service von Gérard Ethève in Saint-Denis gegründet. Nach einer Umbenennung 1987 in Air Réunion erhielt die Fluggesellschaft schließlich 1990 ihren heutigen Namen Air Austral.
Bis 1990 führte Air Austral vorrangig Regionalflüge im westlichen Indischen Ozean durch, erweiterte jedoch seither kontinuierlich das Angebot. Seit 2003 offeriert Air Austral auch Langstreckenflüge von Réunion nach Paris. Im Jahr 2005 wurde die Strecke von Réunion via Marseille nach Lyon angeboten.
Im Jahr 2009 bestellte Air Austral als erste und bis dato einzige Fluggesellschaft weltweit den Airbus A380-800 in einer Ein-Klassen-Konfiguration mit ca. 840 Sitzplätzen. Die Bestellungen wurden jedoch im April 2016 ersatzlos storniert. Die zweite geplante Boeing 777-200LR wurde ebenfalls nicht übernommen, sie ging stattdessen im Winter 2012 an Iraqi Airways.
Mit EWA Air betreibt Air Austral eine Tochtergesellschaft auf Mayotte, die regionale Flüge vom Flughafen Dzaoudzi Pamandzi anbietet.
Air Austral ist Mitglied im Indian Ocean Pass. Dies ist ein gemeinsames Angebot von Air Seychelles, Air Mauritius und Air Austral. Die drei Gesellschaften haben ihre Verkehrsnetze in der Region zusammengelegt und ermöglichen so den Passagieren, mit einem Flugticket verschiedene Inseln im Indischen Ozean anzufliegen.
Air Austral erhielt zwei Boeing 787-8 aus dem ersten Baulos („Terrible Teens“ genannt) von Boeing zur Hälfte des Listenpreises. Die ersten elf 787 wurden vor der Zertifizierung gebaut, dann nachgerüstet und sind aufgrund eines deutlich höheren Gewichtes weniger effizient. Am 26. Mai 2016 wurde die erste 787-8 an Air Austral ausgeliefert, am 28. Oktober die zweite.
Eigentümer der Air Austral sind derzeit Sematra zu 46,59 %, französische Finanzunternehmen mit zusammen 14,44 %, Privatunternehmen 19,42 %, Angestellte der Fluggesellschaft zu 12,80 % sowie Privatpersonen zu 6,75 %.

## Flugziele
Von Réunion und teils auch Mayotte aus bedient Air Austral mehrere Ziele in Afrika, Südasien und auf den Vanille-Inseln sowie Paris und Marseille als einzige Ziele in Europa.
Codesharing
Codeshare-Abkommen bestehen mit Air France, Alitalia, Lufthansa, Luxair, SNCF, Swiss und Thai Airways.

## Flotte

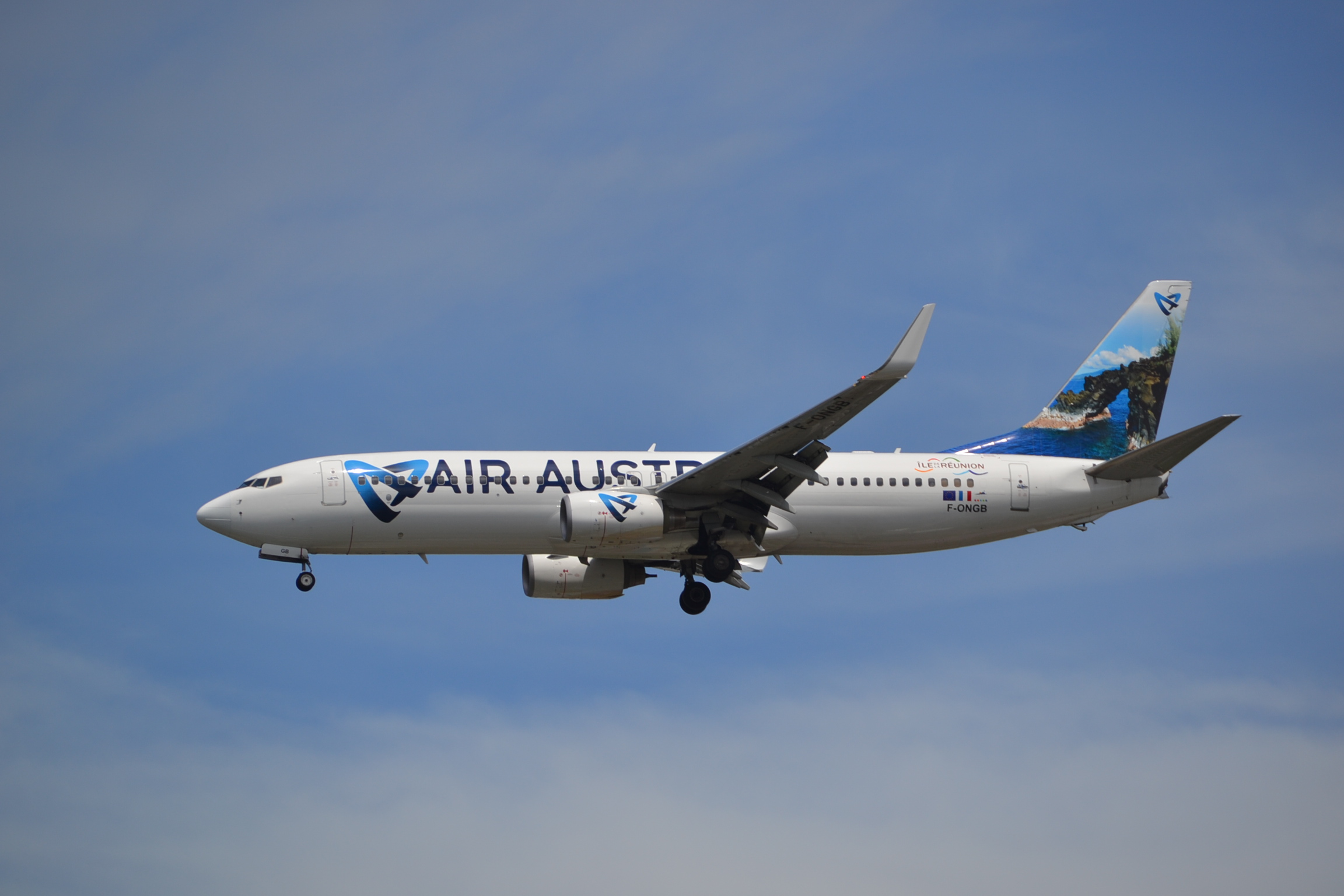
Boeing 737-800 der Air Austral

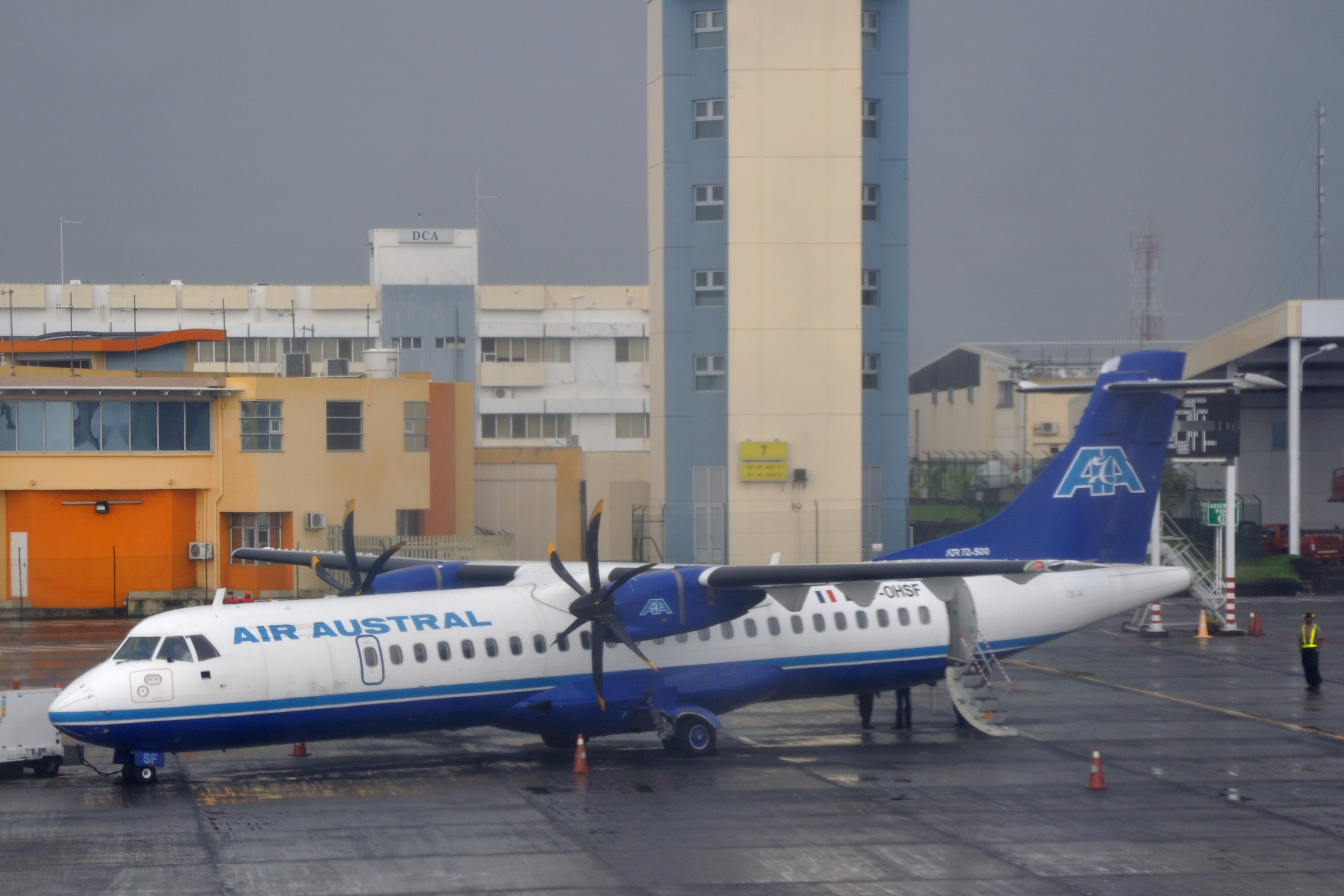
ATR 72-500 der Air Austral im alten Farbschema

### Aktuelle Flotte
Mit Stand Mai 2025 besteht die Flotte der Air Austral aus acht Flugzeugen mit einem Durchschnittsalter von 7,7 Jahren:
| Flugzeugtyp      | Anzahl | bestellt | Anmerkungen     | Sitzplätze (Business/Eco+/Eco) | Durchschnittsalter (Mai 2025) |
| ---------------- | ------ | -------- | --------------- | ------------------------------ | ----------------------------- |
| Airbus A220-300  | 3      |          |                 | 132 (-/12/120)                 | 4,1 Jahre                     |
| Boeing 777-300ER | 3      |          | geleast von ALC | 442 (18/40/384)                | 10,6 Jahre                    |
| Boeing 787-8     | 2      |          |                 | 262 (18/-/244)                 | 9,0 Jahre                     |
| Gesamt           | 8      |          |                 |                                | 7,8 Jahre                     |

### Ehemalige Flugzeugtypen
In der Vergangenheit betrieb Air Austral unter anderem folgende Flugzeugtypen:
- ATR 72-500[9]
- Boeing 737-300/-500/-800[9]
- Boeing 767-300ER[9]
- Boeing 777-200ER/200LR[9]
- Fokker F28-1000 Fellowship